# جاك سامبسون
جاك سامبسون (بالإنجليزية: Jack Sampson)‏ (14 أبريل 1993 بويغان في المملكة المتحدة - ) هو لاعب كرة قدم بريطاني في مركز الهجوم. شارك مع منتخب إنجلترا تحت 19 سنة لكرة القدم. أما مع النوادي، فقد لعب مع بولتون واندررز وماكليسفيلد تاون ونادي أكرينغتون ستانلي ونادي موركامب ونادي ساوثيند يونايتد.

## وصلات خارجية
- جاك سامبسون على موقع قاعدة بيانات كرة القدم.إي يو (الإنجليزية)
- جاك سامبسون على موقع Soccerbase.com (لاعب) (الإنجليزية)
- جاك سامبسون على موقع Soccerway.com (الإنجليزية)